# 年少者労働基準規則
年少者労働基準規則（ねんしょうしゃろうどうきじゅんきそく、昭和29年6月19日労働省令第13号）は、年少者 の労働基準を定めた厚生労働省令である。労働基準法第6章の規定に基づき定められたものである。
1954年（昭和29年）に旧・女子年少者労働基準規則を全部改正する形で施行、1986年（昭和61年）の改正により女子に係る規定を「女子労働基準規則」で独立させたことに伴い現題名に変更された。

## 構成
現行規則は全10条及び附則からなるが、第4条・第6条は削除されている。

### 第1条
使用者は、労働基準法第56条第2項の規定による許可を受けようとする場合においては、使用しようとする児童の年令を証明する戸籍証明書、その者の修学に差し支えないことを証明する学校長の証明書及び親権者又は後見人の同意書を様式第一号の使用許可申請書に添えて、これをその事業場の所在地を管轄する労働基準監督署長（以下「所轄労働基準監督署長」という。）に提出しなければならない。
児童の使用許可の処分にあたっては、できる限り、申請に係る児童、親権者、使用者等について、児童の就業がその健康及び福祉に有害でないかどうかについて実情を調査した上で行うよう留意すること（昭和29年6月29日基発355号）。

### 第2条
1. 所轄労働基準監督署長は、前条の規定によってされた使用許可の申請について許否の決定をしたときは、申請をした使用者にその旨を通知するとともに、前条に規定する添付書類を返還し、許可しないときは、当該申請にかかる児童にその旨を通知しなければならない。
2. 所轄労働基準監督署長は、前項の許否の決定をしようとする場合においては、当該申請にかかる児童の居住地を管轄する労働基準監督署長の意見を聴かなければならない。

「当該申請にかかる児童の居住地を管轄する労働基準監督署長の意見を聴かなければならない」とは、児童の意思に反した申請がなされ、あるいはその意思に反して就業せしめられることを防止する趣旨であるからこの趣旨に従って、児童の居住地の労働基準監督署長は、調査その他適宜の措置を講じ、すみやかにこれを所轄労働基準監督署長に通報すること（昭和29年6月29日基発355号）。
義務教育の課程にありながら修学していないために、使用許可申請書にその校長が修学に差し支えない旨の証明ができない場合は許可すべき限りでない（昭和24年2月5日基収4142号）。

### 第3条
労働基準法第58条第2項の規定による労働契約の解除は、様式第二号の労働契約解除書により、所轄労働基準監督署長が行う。

### 第5条
労働基準法第61条第3項の規定による許可は、様式第三号の交替制による深夜業時間延長許可申請書により、所轄労働基準監督署長から受けなければならない。

### 第7条
| 年齢                 | 断続作業の場合（kg） | 継続作業の場合（kg） |
| -------------------- | -------------------- | -------------------- |
| 満16歳未満           | 女12、男15           | 女8、男10            |
| 満16歳以上満18歳未満 | 女25、男30           | 女15、男20           |

労働基準法法第62条第1項の厚生労働省令で定める重量物を取り扱う業務は、右表の左欄に掲げる年齢及び性の区分に応じ、それぞれ同表の右欄に掲げる重量以上の重量物を取り扱う業務とする。

### 第8条
労働基準法第62条第1項の厚生労働省令で定める危険な業務及び同条第2項の規定により満18歳に満たない者を就かせてはならない業務は、次の各号に掲げるものとする。ただし、第41号に掲げる業務は、保健師助産師看護師法により免許を受けた者及び同法による保健師、助産師、看護師又は准看護師の養成中の者については、この限りでない。
1. ボイラー（労働安全衛生法施行令第1条第3号に規定するボイラー（同条第4号に規定する小型ボイラーを除く。）をいう。次号において同じ。）の取扱いの業務[2][3]
2. ボイラーの溶接の業務[4]
3. クレーン、デリック又は揚貨装置の運転の業務
4. 緩燃性でないフィルムの上映操作の業務
5. 最大積載荷重が2トン以上の人荷共用若しくは荷物用のエレベーター又は高さが15メートル以上のコンクリート用エレベーターの運転の業務[5]
6. 動力により駆動される軌条運輸機関、乗合自動車又は最大積載量が2トン以上の貨物自動車の運転の業務[6]
7. 動力により駆動される巻上げ機（電気ホイスト及びエアホイストを除く。）、運搬機又は索道の運転の業務[7]
8. 直流にあっては750ボルトを、交流にあっては300ボルトを超える電圧の充電電路又はその支持物の点検、修理又は操作の業務[8]
9. 運転中の原動機又は原動機から中間軸までの動力伝導装置の掃除、給油、検査、修理又はベルトの掛換えの業務[9]
10. クレーン、デリック又は揚貨装置の玉掛けの業務（二人以上の者によって行う玉掛けの業務における補助作業の業務を除く。）
11. 最大消費量が毎時400リットル以上の液体燃焼器の点火の業務[10]
12. 動力により駆動される土木建築用機械又は船舶荷扱用機械の運転の業務[11]
13. ゴム、ゴム化合物又は合成樹脂のロール練りの業務
14. 直径が25センチメートル以上の丸のこ盤（横切用丸のこ盤及び自動送り装置を有する丸のこ盤その他反ぱつにより労働者が危害を受けるおそれのないものを除く。）又はのこ車の直径が75センチメートル以上の帯のこ盤に木材を送給する業務[12]
15. 動力により駆動されるプレス機械の金型又はシヤーの刃部の調整又は掃除の業務[13]
16. 操車場の構内における軌道車両の入換え、連結又は解放の業務
17. 軌道内であって、ずい道内の場所、見通し距離が400メートル以内の場所又は車両の通行が頻繁な場所において単独で行う業務[14]
18. 蒸気又は圧縮空気により駆動されるプレス機械又は鍛造機械を用いて行う金属加工の業務
19. 動力により駆動されるプレス機械、シヤー等を用いて行う厚さが8ミリメートル以上の鋼板加工の業務
20. 削除
21. 手押しかんな盤又は単軸面取り盤の取扱いの業務
22. 岩石又は鉱物の破砕機又は粉砕機に材料を送給する業務
23. 土砂が崩壊するおそれのある場所又は深さが5メートル以上の地穴における業務
24. 高さが5メートル以上の場所で、墜落により労働者が危害を受けるおそれのあるところにおける業務[15]
25. 足場の組立、解体又は変更の業務（地上又は床上における補助作業の業務を除く。）
26. 胸高直径が35センチメートル以上の立木の伐採の業務[16]
27. 機械集材装置、運材索道等を用いて行う木材の搬出の業務
28. 火薬、爆薬又は火工品を製造し、又は取り扱う業務で、爆発のおそれのあるもの
29. 危険物（労働安全衛生法施行令別表第一に掲げる爆発性の物、発火性の物、酸化性の物、引火性の物又は可燃性のガスをいう。）を製造し、又は取り扱う業務で、爆発、発火又は引火のおそれのあるもの[17]
30. 削除
31. 圧縮ガス又は液化ガスを製造し、又は用いる業務
32. 水銀、砒素、黄リン、弗化水素酸、塩酸、硝酸、シアン化水素、水酸化ナトリウム、水酸化カリウム、石炭酸その他これらに準ずる有害物を取り扱う業務[18]
33. 鉛、水銀、クロム、砒素、黄リン、弗素、塩素、シアン化水素、アニリンその他これらに準ずる有害物のガス、蒸気又は粉じんを発散する場所における業務
34. 土石、獣毛等のじんあい又は粉末を著しく飛散する場所における業務
35. ラジウム放射線、エックス線その他の有害放射線にさらされる業務
36. 多量の高熱物体を取り扱う業務及び著しく暑熱な場所における業務[19]
37. 多量の低温物体を取り扱う業務及び著しく寒冷な場所における業務[20]
38. 異常気圧下における業務
39. さく岩機、鋲打機等身体に著しい振動を与える機械器具を用いて行う業務
40. 強烈な騒音を発する場所における業務
41. 病原体によって著しく汚染のおそれのある業務
42. 焼却、清掃又はと殺の業務[21]
43. 刑事施設（刑事収容施設及び被収容者等の処遇に関する法律第15条第1項の規定により留置施設に留置する場合における当該留置施設を含む。）又は精神科病院における業務[22]
44. 酒席に侍する業務
45. 特殊の遊興的接客業における業務[23]
46. 前各号に掲げるもののほか、厚生労働大臣が別に定める業務

### 第9条
所轄労働基準監督署長は、前条各号に掲げる業務のほか、次の各号に掲げる業務については、労働基準法第56条第2項の規定による許可をしてはならない。
1. 公衆の娯楽を目的として曲馬又は軽業を行う業務
2. 戸々について、又は道路その他これに準ずる場所において、歌謡、遊芸その他の演技を行う業務
3. 旅館、料理店、飲食店又は娯楽場における業務[24]
4. エレベーターの運転の業務
5. 前各号に掲げるもののほか、厚生労働大臣が別に定める業務

本条は、労働基準監督署長が児童の健康及び福祉に有害であるか否かの判断を加えるまでもなく、絶対に児童の就業を許可してはならない業務の範囲を規定したものである（昭和29年6月29日基発355号）。
サーカス団において上演される本条第1号の適用に関しては次の通り（昭和23年5月1日基発678号）。
1. 撞木上における曲芸
  - 満15歳未満の者については禁止する。
  - 満15歳以上満18歳未満の者については、5メートル以上の高所におけるこの種の演技は禁止されるが、安全ネットの備えがある場合においてのみネット上5メートル未満の高所におけるこの種の演技を認める。
2. 演技者の肩を利用する技芸
  - 満15歳未満の者については禁止する。
  - 上乗りを演ずる満15歳以上満18歳未満の者については、5メートル以上の高所において演ずる者についてはこれを禁止する。
  - 肩にて物を差す満15歳以上満18歳未満の者については、第7条の重量物取扱いに関する規定に触れない限りこれを認める。
3. 綱渡り
  - 満15歳未満の者については、綱の高さ2メートル未満であれば、特殊の器具を使用せず、かつ普通の姿勢で綱渡りをすることを認める[25]。
  - 満15歳以上満18歳未満の者については、高さ5メートル以上の綱渡りは禁止する。「逆綱」のごとき芸もこれに準じて禁止する。
4. 両脚を利用する曲芸
  - 満15歳未満の者については禁止する。
  - 満15歳以上満18歳未満の者については、第7条の重量物取扱いに関する規定に違反せぬよう、又危険物を取り扱わないように注意せられたい。
5. 自転車曲乗り
  - 満15歳未満の者については禁止する。
6. 曲馬に関する技芸
  - 満15歳未満の者については禁止する。
7. 集団を以て表現するピラミッド曲芸
  - 満15歳未満の者については、高さ2メートル未満であれば、他人の肩を自分の肩にのせない限り他人の肩の上に立つことを認める[25]。
  - 満15歳以上満18歳未満の者については、5メートル未満の高所でかつ第7条の重量物取扱いに関する規定に違反せぬ限りこれを認める。
8. 技芸者単独に行う独立した技芸
  - 満15歳未満の者については禁止する。ただしアクロバット以外の舞踊は差し支えない。
9. オートバイ又は自転車の特殊な曲乗り
  - 満15歳未満の者については禁止する。

- - 以上に掲げるもの以外の技芸についても、危険有害業務に該当するものは禁止される。

### 第10条
1. 労働基準法第64条ただし書の規定による認定は、様式第四号の帰郷旅費支給除外認定申請書により、所轄労働基準監督署長から受けなければならない。
2. 労働基準法施行規則第7条の規定による認定を受けた場合においては、前項の規定にかかわらず、労働基準法第64条ただし書の規定による認定を受けたものとする。